# Lasioglossum urguticum
Lasioglossum urguticum är en biart som beskrevs av Ebmer 1972. Lasioglossum urguticum ingår i släktet smalbin, och familjen vägbin. Inga underarter finns listade i Catalogue of Life.